# ارنست فابر
ارنست فابر (هلندی: Ernest Faber؛ زادهٔ ۲۷ اوت ۱۹۷۱) بازیکن سابق و مربی فوتبال اهل هلند است.

## باشگاهی
از باشگاه‌هایی که در آن بازی کرده‌است می‌توان به خرونینگن، ان. ئی. سی، اسپارتا روتردام، پی‌اس‌وی آیندهوون اشاره کرد.